# 纳夫齐·扎因
纳夫齐·扎因 （1978年10月27日—），马来西亚足球教练、前足球员，现為马来西亚足球超级联赛俱乐部吉打达鲁阿曼的主教练。

## 执教荣誉
吉兰丹U-21
- 马来西亚总统杯（英语：Malaysian President's Cup）冠军：2015

登嘉楼
- 马来西亚足总杯亚军：2022